# Końcepole (sielsowiet Nowy Pohost)
Końcepole – dawny zaścianek. Tereny, na których leżał, znajdują się obecnie na Białorusi, w obwodzie witebskim, w rejonie miorskim, w sielsowiecie Nowy Pohost.

## Historia
W czasach zaborów zaścianek w gminie Przebrodź, w powiecie dzisieńskim, w guberni wileńskiej Imperium Rosyjskiego.
W latach 1921–1945 zaścianek leżał w Polsce, w województwie wileńskim, w powiecie dziśnieńskim, od 1926 roku w powiecie brasławskim, w gminie Przebrodzie.
Według Powszechnego Spisu Ludności z 1921 roku zamieszkiwało tu 17 osób, 2 były wyznania prawosławnego a 15 prawosławnego. Jednocześnie 8 mieszkańców zadeklarowało polską a 9 białoruską przynależność narodową. Były tu 4 budynki mieszkalne. W 1931 w 5 domach zamieszkiwało 25 osób.
Wierni należeli do parafii rzymskokatolickiej w Ikaźni parafii prawosławnej w Przebrodziu. Miejscowość podlegała pod Sąd Grodzki w Brasławiu i Okręgowy w Wilnie; właściwy urząd pocztowy mieścił się w Przebrodziu.